# Tuzantán
Tuzantán é um município do estado de Chiapas, no México.